# 25 décembre 58, 10h36
Pour plus de détails, voir Fiche technique et Distribution.
25 décembre 58, 10h36 est un court métrage français réalisé par Diane Bertrand, sorti en 1991.
Il a remporté le premier César du meilleur court métrage décerné en 1992 lors de la 17e cérémonie des César.

## Synopsis
Deux enfants font du vélo dans une rue de la butte Montmartre, l'un d'eux fait une chute et se tue sur le coup. Les témoins du drame se retrouvent 30 ans plus tard.

## Fiche technique
- Réalisation : Diane Bertrand
- Scénario : Diane Bertrand
- Production : Zootrope productions
- Image : Michel Amathieu
- Montage : Francine Lemaitre
- Musique : Jean-Claude et Angélique Nachon
- Durée : 18 minutes

## Distribution
- Morgan Allas
- Jérémie Covillault
- Marie-Laure Dougnac
- Jean-Claude Dreyfus
- Anne Fassio
- David Gabison
- Sylvie Herbert
- Philippe Hérisson
- Dominique Pinon
- Tom Ponsin
- Sylvie Prioul
- Karin Viard

## Distinctions
- 1991 : Prix du public au Festival international du court métrage de Clermont-Ferrand[1]
- 1992 : César du meilleur court métrage